# Haworthia hastata
Haworthia hastata är en grästrädsväxtart som beskrevs av M. Hayashi. Haworthia hastata ingår i släktet Haworthia och familjen grästrädsväxter. Inga underarter finns listade i Catalogue of Life.